# Baumolscher Kosteneffekt
Der baumolsche Kosteneffekt (nach William J. Baumol, 1967), abwertend auch als Kostenkrankheit bezeichnet,  benennt die Problematik der schlechten Rationalisierbarkeit von persönlich zu erbringenden Dienstleistungen im Gegensatz zu industriell herstellbaren Gütern. Um die Bereitstellung und Qualität persönlicher Dienstleistungen aufrechtzuerhalten, müssen die Löhne jedoch mit allgemeinen Lohnerhöhungen mithalten, was treibend auf relative Kosten (und Preise) wirkt.

## Prinzip
Baumol unterscheidet zwei Bereiche:
1. Güter und Dienstleistungen, die sich leicht automatisieren lassen. Je mehr Maschinen Menschen ersetzen, desto stärker sinkt die Arbeitsmenge die notwendig ist eine zusätzliche Einheit herzustellen. Die Produktivität wächst, die Löhne steigen, aber der Preis der Produkte bleibt gleich oder sinkt sogar.
2. Die Produktion oder Dienstleistung besteht in Anteilen erheblich und nicht verringerbar aus menschlicher Arbeit. Die Produktivität bleibt gleich, dennoch steigen die Gehälter.

Das Ergebnis ist ein allmählicher Anstieg der Kosten. Baumol beschreibt dies so: „Nach und nach kumulieren die Unterschiede in der Kostensteigerung und machen persönliche Dienstleistungen erheblich teurer als Industriegüter.“

## Beispiele
Es ist kaum möglich, die Anzahl von Lehrern zu verringern, ohne dass die Qualität des Unterrichts abnehmen würde. Dennoch müssen die Löhne im Zeitverlauf mit dem allgemeinen Lohnanstieg mithalten.
Die Kostenkrankheit wirkt sich auch auf künstlerische Dienstleistungen aus. Dies lässt sich folgendermaßen verstehen: Um ein Streich-Quartett aufzuführen, war vor 200 Jahren die gleiche Menge Arbeit notwendig wie heute. Die Produktivität stagniert in diesem Bereich. In der Industrie steigt sie jedoch, was in der Konsequenz bedeutet, dass die relativen Kosten künstlerischer Darbietungen voraussehbar steigen.
Das Problem ist auch auf den öffentlichen Sektor zu übertragen. Die Lohnkosten wachsen im öffentlichen Sektor genauso stark wie im privaten, allerdings ist das Rationalisierungspotential geringer. Somit kommt es zu einem größeren Wachstum der Kosten, was einen Anstieg der Staatsausgaben zur Folge hat.

## Auswirkungen
Die Kostenkrankheit betrifft vor allem Berufe, die sich einer Automatisierung verweigern, da sie menschlichen Kontakt verlangen. Offensichtlich wird dies in Bereichen von Reparaturen, Maßanfertigungen, juristischen Dienstleistungen, sozialen Diensten, Post, Straßenreinigung, Sicherheitsdiensten, Gastronomie, Bestattungswesen und vielen weiteren. Die Qualität der beschriebenen Dienstleistungen ist direkt abhängig von der Menge an investierter Arbeit. Baumol (2012) bemerkt hierzu: „Irgendwann wird es schwierig, die Zeit zu reduzieren, die notwendig ist, um bestimmte Aufgaben auszuführen, ohne dabei gleichzeitig die Qualität zu reduzieren. Wer versucht, die Arbeit von Chirurgen, Lehrern oder Musikern zu beschleunigen, hat gute Chancen, eine verpfuschte Operation, schlecht ausgebildete Schüler oder ein merkwürdiges Konzert zu bekommen.“
Die These, dass die Produktivitätssteigerung in Bereichen, in denen menschliche Arbeit nicht reduziert werden kann, automatisch einen Qualitätsverlust bedeutet, lässt sich an vielen Stellen mit absehbarem Ergebnis beobachten: Nicht dringliche Operationen werden aufgeschoben, die Post wird weniger oft zugestellt, Schulzeiten werden verringert, Kindergärten umstrukturiert, an Schaltern und Kassen bilden sich Warteschlangen. In der gleichen Studie schreibt Baumol: „Die beunruhigende Moral der Geschichte ist, dass sich unter den am meisten von der Kostenkrankheit bedrohten Gütern lebensnotwendige Attribute zivilisierter Gesellschaften befinden.“